# Lincoln (Buenos Aires)
Lincoln is een plaats in het Argentijnse bestuurlijke gebied Lincoln in de provincie Buenos Aires. De plaats telt 26.919 inwoners.